# Dragan Vučetić
Dragan Vučetić je hrvatski pisac i pjesnik.

## Djela
- zbirke pjesama:[1]
- Ponoć[1]
- Šljunčara[1]
- Visoravan[1]
- Nešto kao vlaga, poezija u prozi, prozne meditacije[1]
- Čovjek bez kišobrana, zbirka haiku-pjesništva[1]

- prozna djela:
- Crtice i zapisi u prozi (3. nagrada Dubravko Horvatić za 2015.), filozofičnostima protkana meditativna proza[1]

## Nagrade i priznanja
- 3. nagrada Dubravko Horvatić 2015.[1]